# Bioelektrochemie
Die Bioelektrochemie ist ein Teilgebiet der Biophysikalischen Chemie, das sich mit Themen wie Zell-Elektronen-Protonen-Verkehr, Zellmembranpotentialen und Elektrodenreaktionen von Redox-Enzymen beschäftigt.

## Geschichte
Die Anfänge der Bioelektrochemie, ebenso wie die der Elektrochemie, sind eng mit der Physiologie verwandt und gehen auf Arbeiten von Luigi Galvani, Alessandro Volta und Johann Wilhelm Ritter zurück.
Die erste moderne Arbeit in diesem Bereich stammt vom deutschen Physiologen Julius Bernstein (1902) und beschäftigt sich mit der Entstehung von Biopotentialen, die sich auf unterschiedliche Ionen-Konzentrationen in Zellmembranen zurückführen lassen.
Das Gebiet der Bioelektrochemie hat im Laufe des letzten Jahrhunderts stark an Bedeutung gewonnen und enge Verbindungen zu verschiedenen anderen medizinischen Disziplinen geknüpft. Die Leistungen in diesem Bereich wurden mit mehreren Nobelpreisen für Physiologie oder Medizin ausgezeichnet.